# Mario Moya
Mario Moya Palencia (Mexico-Stad, 14 juni 1933 - aldaar, 9 oktober 2006) was een Mexicaans politicus.
Moya studeerde recht aan de Nationale Autonome Universiteit van Mexico, waar hij bevriend raakte met Miguel Alemán Velasco. Hij werkte eerst op het Ministerie van Binnenlandse Zaken als directeur van de afdeling radio, televisie en film, en later als onderminister. Toen Luis Echeverría in 1969 aftrad als minister om presidentskandidaat te kunnen worden, benoemde president  Gustavo Díaz Ordaz Moya tot minister van Binnenlandse Zaken (secretario de gobernación). Nadat Echeverría president was geworden hield Moya die functie.
Lange tijd was Moya de gedoodverfde opvolger van Echeverría, doch deze koos uiteindelijk voor José López Portillo. Na zijn functie als minister bekleedde hij een aantal diplomatieke functies, en schreef hij verschillende boeken. In 2004 werd hij samen met Echeverría aangeklaagd en beschuldigd van repressie die onder zijn bewind had plaatsgevonden, en dan voornamelijk het bloedbad op Corpus Cristi. Moya is overleden, voordat het juridische steekspel kon worden beëindigd.